# Liste der Großrabbiner von Luxemburg
Die Liste der Großrabbiner von Luxemburg führt alle Großrabbiner der Israelitischen Gemeinde von Luxemburg von 1843 bis heute auf.
- 1843–1866: Samuel Hirsch
- 1867–1871: Michel Sopher
- 1871–1903: Isaac Blumenstein
- 1904–1928: Samuel Fuchs
- 1929–1941: Robert Serebrenik

Am 26. Mai 1941 floh der Großrabbiner. Im selben Monat wurde die Synagoge der Stadt Luxemburg von der nationalsozialistischen Besatzung geschlossen und profaniert und 1943 zerstört.
- 1946–1948: Joseph Kratzenstein
- 1950–1958: Charles Lehrmann
- 1958–1990: Emmanuel Bulz
- 1990–2011: Joseph Sayagh
- seit 2011: Alain Nacache